# Dorpskerk (Vorden)
De Dorpskerk, ook wel de Antoniuskerk, is een protestantse gemeente in de Nederlandse plaats Vorden.

## Beschrijving
De eerste bekende vermelding als parochiekerk stamt uit 1235. De kerk kreeg als patroonheilige Antonius van Egypte. Aan de noordzijde is rond 1500 een zijbeuk toegevoegd. Aan de oostzijde is een 3/8e koorsluiting, waarbij hier, net zoals in de zijvels, spitsboogvensters aanwezig zijn.
De kerktoren stamt uit de 14e eeuw en is bij verbouwingen rond 1500 verhoogd. De toren bestaat tegenwoordig uit vier geledingen en wordt bekroond met een ingesnoerde naaldspits. Het torenuurwerk is afkomstig van klokkengieterij Eijsbouts. 
Na de reformatie, waarbij de kerk overging naar de protestanten, verdwenen de muurschilderingen en beelden uit de kerk. Enkele muurschilderingen zijn in 1995 weer zichtbaar gemaakt. Het kerkorgel uit 1833 is gemaakt door Hinderk Berends Lohman en in 1982 gerestaureerd door de orgelbouwerfirma Reil. De preekstoel staat centraal in de kerk, met ernaast een nis met waarschijnlijk een oude hagioscoop. Verder zijn in de kerk oude grafzerken uit 1556-1557 te vinden.
De kerk heeft restauraties ondergaan in 1896-1899 en in 1954-1955 en is in 1966 aangewezen als rijksmonument.

## Galerij

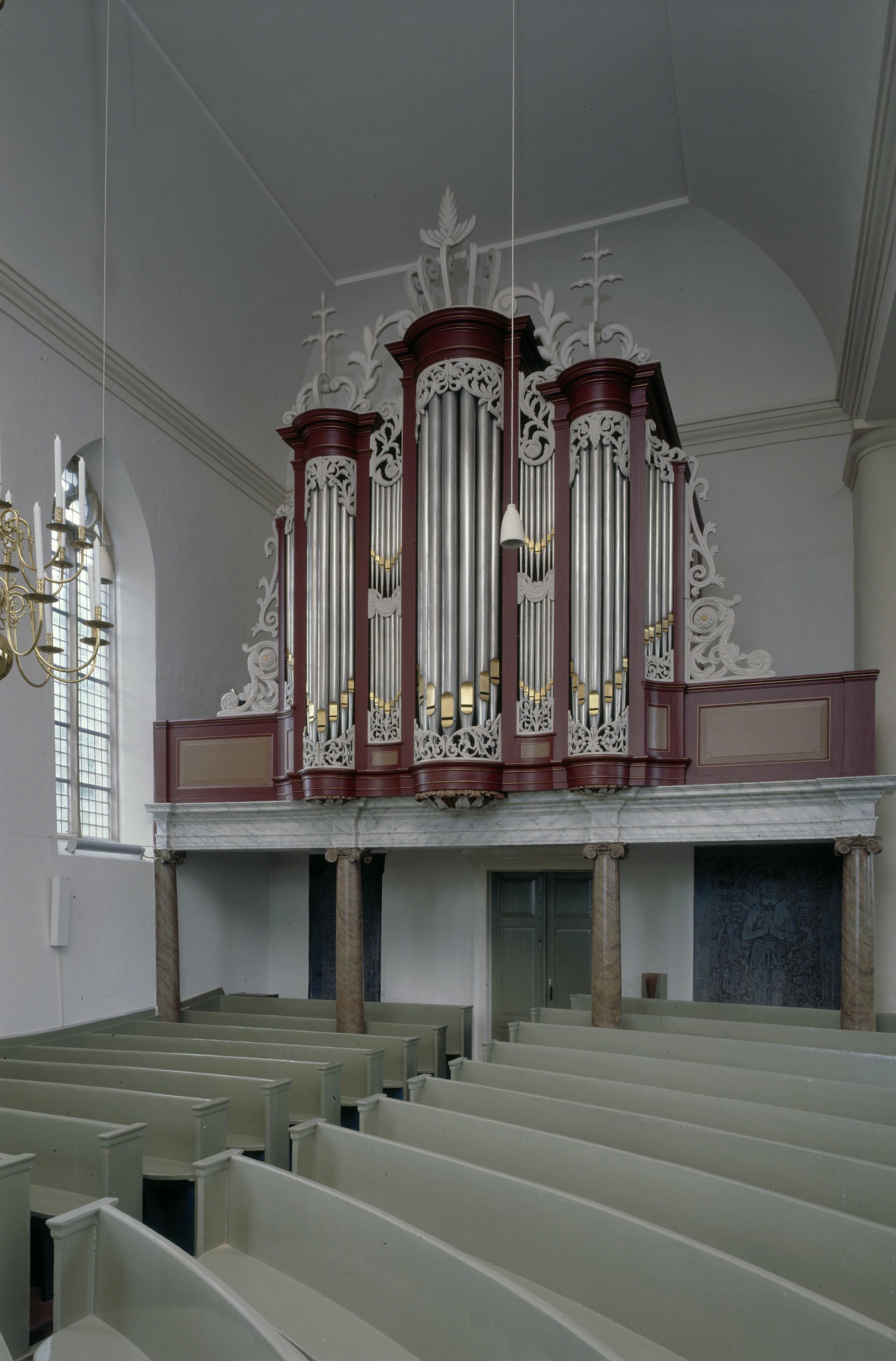
Het Lohmanorgel
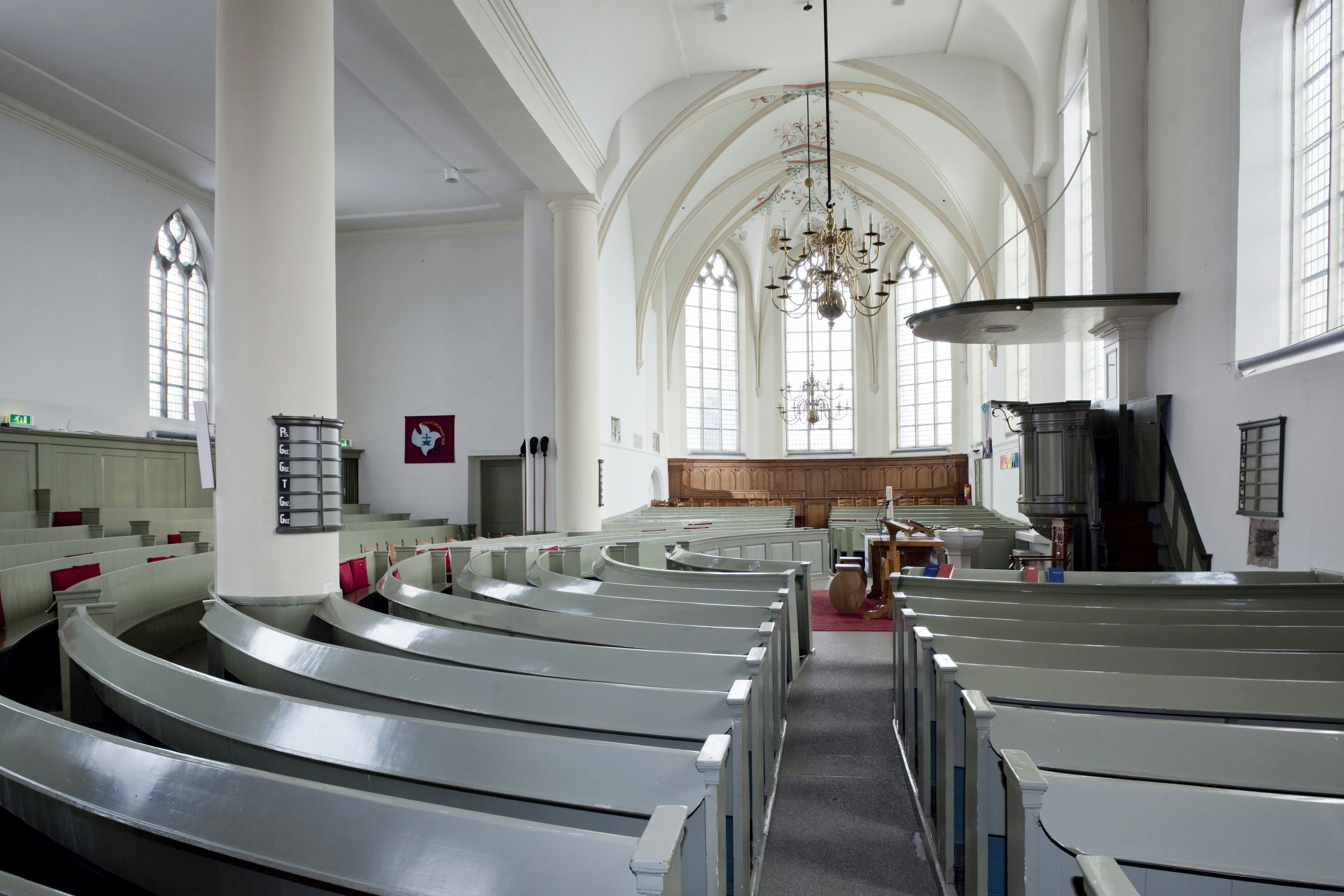
Interieur met bankenplan
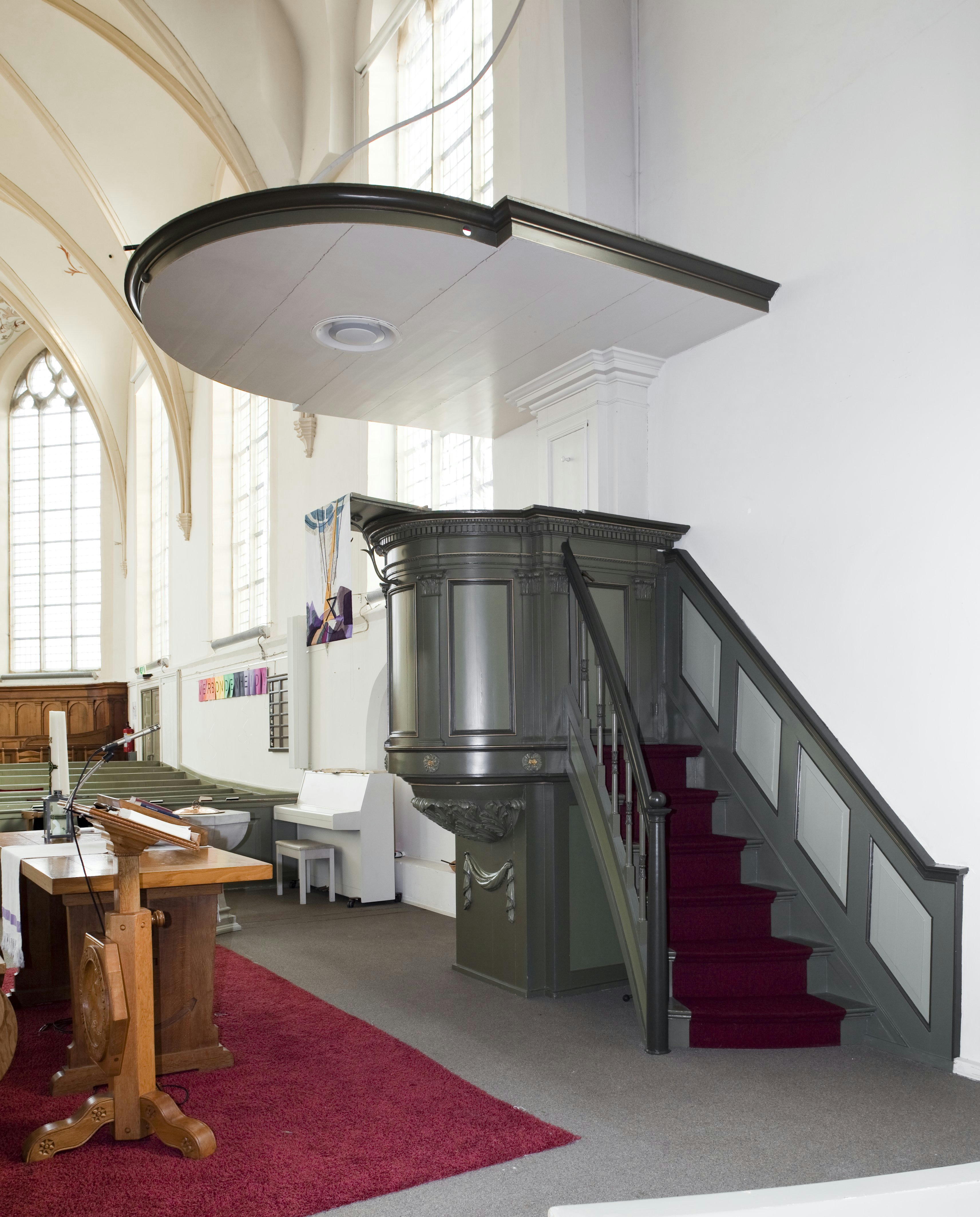
Preekstoel
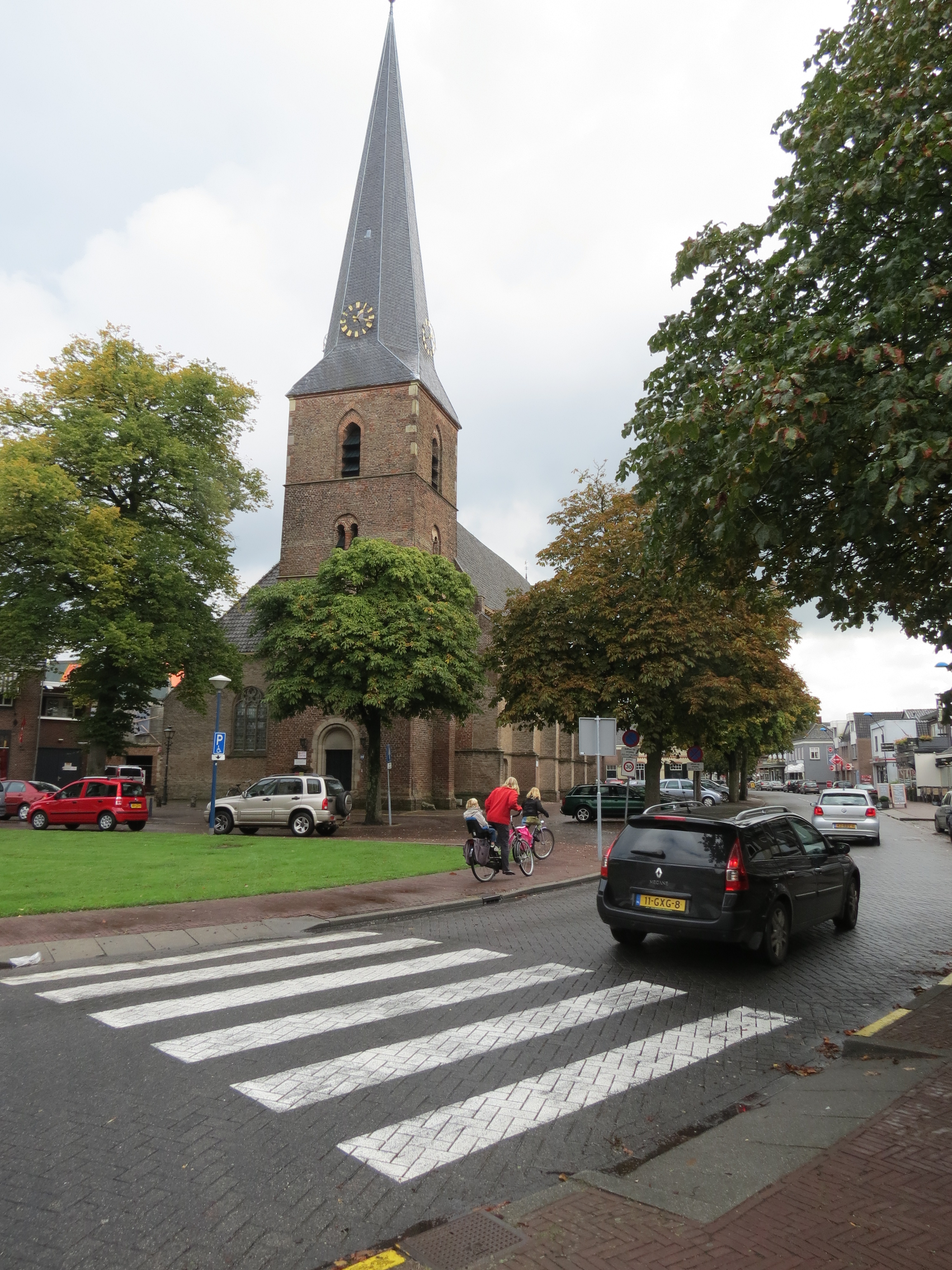
Vooraanzicht